# Mesoligia subarcta
Mesoligia subarcta là một loài bướm đêm trong họ Noctuidae.